# Les Feux de Cibola
Les Feux de Cibola (titre original : Cibola Burn) est un roman de science-fiction de l'écrivain américain James S. A. Corey, publié en 2014 puis traduit en français et publié en 2017. Il s'agit du quatrième roman de la série The Expanse.

## Résumé
Les portes ouvertes par la protomolécule au cours des événements décrits dans le roman précédent, la Porte d'Abaddon, permettent à l'humanité d’accéder à des milliers de planètes.
Le premier de ces mondes à être ouvert à la colonisation est appelé New Terra. Il a été attribué par l'ONU à une compagnie terrienne, la Royal Charter Energy (RCE), qui en a obtenu la concession d'exploitation, pour l'extraction des minéraux et la recherche scientifique. RCE a envoyé un vaisseau spatial, l'Edward Israel, avec une équipe de scientifiques et une équipe de sécurité pour prendre possession de la planète pour le compte des actionnaires de la compagnie RCE.
Mais l'Edward Israel n'est pas le premier vaisseau arrivé sur New Terra, il a été précédé depuis plus d'un an par le Barbapiccola qui a transporté des colons ceinturiens, anciens réfugiés de Ganymède, venus démarrer une nouvelle vie sur cette nouvelle planète qu'ils ont nommé Ilus. Les squatters ont construit un village, First Landing, et exploité un gisement de lithium qu'ils comptent réexpédier par le Barbapiccola dans le système solaire pour négocier les équipements qui leur permettront d'assurer leur subsistance sur la planète.
Si la RCE n'entend pas céder ses droits sur New Terra/Ilus, les activistes squatters ceinturiens se montrent prêts à tout pour rester. La confrontation entre activistes ceinturiens et agents de sécurité terriens dérive rapidement en actes de violence dont l'intensité va croissant.
Conscient de l'exemple pour l'humanité de la façon dont est gérée la première planète, l'ONU et l'OPA (Alliance des Planètes Extérieures) ont conjointement nommé un médiateur pour résoudre pacifiquement le différend entre RCE et colons ceinturiens. Ce médiateur qui a la confiance de Chrisjen Avasarala, sous-secrétaire générale de l'ONU, et de Fred Johnson, leader de l'OPA, n'est autre que James Holden.
Ainsi le Rossinante est envoyé au cours d'un voyage de plusieurs mois en high burn dans l'orbite d'Ilus, où James Holden et son équipage vont tenter de sauver des vies humaines de l'enchaînement des évènements, et seront confrontés à un autre danger laissé par la mystérieuse civilisation alien qui a occupé et abandonné Ilus il y a plus d'un milliard et demi d'années.

## Personnages

### Principaux personnages
- Basia Merton est un colon originaire de Ganymède, il a fui sa planète avec sa famille à la suite des évènements décrits dans La Guerre de Caliban.
- Elvi Okoye est une biologiste terrienne de la mission de l'Edward Israel.
- James Holden, le commandant du Rossinante, héros des événements de la station Éros, et de la lutte contre les armes biologiques lâchées par la compagnie Mao-Kwikowski.
- Adolphus Murtry est employé comme responsable sécurité sur l'Edward Israel.
- Dmitri Havelock, ancien coéquipier de Miller sur Cérès dans le roman L'Éveil du Léviathan, est le second de Murtry.

### Autres personnages
- Naomi Nagata, commandant en second du Rossinante, compagne de James Holden.
- Amos Burton, mécanicien du Rossinante.
- Alex Kamal, pilote du Rossinante.

## Éditions
- Cibola Burn, Orbit, 17 juin 2014, 581 p.  (ISBN 978-0-316-21762-0)
- Les Feux de Cibola, Actes Sud, coll. « Exofictions », 1er novembre 2017, trad. Thierry Arson, 624 p.  (ISBN 978-2-330-07903-1)
- Les Feux de Cibola, Actes Sud, coll. « Babel » no 1596, 6 février 2019, trad. Thierry Arson, 624 p.  (ISBN 978-2-330-11716-0)
- Les Feux de Cibola, Le Livre de poche, coll. « Imaginaire » no 35883, 2 septembre 2020, trad. Thierry Arson, 888 p.  (ISBN 978-2-253-26063-9)